# Hawker Hunter
O Hawker Hunter é uma aeronave a jacto britânica desenvolvida durante o final dos anos 40 e inícios de 50. Prestou serviço na Força Aérea Real e na Marinha Real Britânica, e foi o caça a jacto que por mais tempo serviu nas fileiras britânicas. Esta aeronave foi usada para combate aéreo, como caça-bombardeiro e em missões de reconhecimento aéreo. Apesar de apenas 1972 unidades terem sido fabricadas, a aeronave foi exportada para diversos países.

## Operadores

### Operadores Militares
- Abu Dhabi - Ala Aérea da Força de Defesa de Abu Dhabi
- Arábia Saudita - Real Força Aérea Saudita
- Bélgica - Força Aérea Belga
- Catar - Força Aérea do Catar
- Chile - Força Aérea do Chile
- Dinamarca - Real Força Aérea Dinamarquesa
- Índia - Força Aérea Indiana
- Iraque - Força Aérea Iraquiana
- Jordânia - Real Força Aérea da Jordânia
- Kuwait - Força Aérea do Kuwait
- Líbano - Força Aérea Libanesa
- Omã - Real Força Aérea do Omã
- Países Baixos - Real Força Aérea Neerlandesa
- Peru - Força Aérea do Peru
- Quênia - Força Aérea Queniana
- Reino Unido
  - Força Aérea Real
  - Fleet Air Arm
- Rodésia - Força Aérea da Rodésia
- Singapura - Força Aérea de Singapura
- Somália - Força Aérea da Somália
- Suécia - Força Aérea da Suécia
- Suíça - Força Aérea Suíça
- Zimbabwe - Força Aérea do Zimbabwe

### Operadores Civis
- África do Sul
  - Hangar 51
  - Thunder City
- Brasil - Embraer
- Canadá
  - International Test Pilots School
  - Lortie Aviation
- Estados Unidos - Airborne Tactical Advantage Company (ATAC)
- França - Apache Aviation
- Países Baixos - Dutch Hawker Hunter Foundation
- Reino Unido
  - Delta Jets
  - Hawker Hunter Aviation
  - Hunter Flight Academy
  - Hunter Flying Ltd.

## Especificações (Hunter F.6)
Dados: The Complete Book of Fighters  e The Great Book of Fighters.

### Características Gerais
- Tripulação: 1
- Comprimento: 13.98 m
- Envergadura: 10.26 m
- Altura: 4.01 m
- Área Alar: 32.4 m²
- Aerofólio: Hawker 8.5% simétrico [6]
- Peso Vazio: 6.406 kg
- Peso Carregado: 8.051 kg
- Peso Máximo de Decolagem (MTOW): 11.158 kg
- Motor: 1x Turbojato Rolls-Royce Avon 207, com 10.145 lbf (45.13 kN) de empuxo

### Desempenho
- Velocidade Máxima: 1.003 km/h (541 kn) a 11.000 m (36.000 ft)
  - 1.151 km/h (621 kn) a nível do mar
- Alcance de Combate: 620 km (335 nmi)
- Alcance de traslado: 3.100 km (1.700 nmi), com tanques externos
- Teto de serviço: 15.000 m (50.000 ft)
- Taxa de subida: 87 m/s (17.200 ft/min)
- Carga Alar: 252 kg/m²
- Taxa Empuxo-Peso: 0.56

### Armamento
- Canhão: 4x Royal Small Arms Factory ADEN, de 30mm. 150 disparos
- Foguetes: 4x casulos de foguetes Matra Type 155 (F4) com 18x foguetes SNEB de 68mm;
  - 32x foguetes Hispano SURA R80, de 80mm

- Mísseis Ar-Ar: 4x AIM-9B Sidewinder, de curta distância, guiado por infravermelho;
- Hardpoint: Quatro, com capacidade de carregar 3.400kg (7.400 lb)

### Aviônica
- Radar de Controle de Tiro: Ekco ARI 5820

### Outros
- Tanques Externos: 2x tanques externos de 870L

#### Aeronaves de função, configuração ou era comparável
- Fiat G.91
- Mikoyan-Gurevich MiG-19
- North American F-100 Super Sabre
- Saab 32 Lansen